# Ole Rømer Aagaard Sandberg (läkare)
Ole Rømer Aagaard Sandberg, född 9 maj 1811 i Onsø, död 20 januari 1883 i Kristiania (nuvarande Oslo), var en norsk läkare. Han var farbror till Ole Rømer Aagaard Sandberg och far till Jørgen Christian Aall Sandberg.
Sandberg avlade medicinsk examen 1836 och blev kompanikirurg 1842, kårläkare 1845 och landfysikus i Bratsberg amt 1848. Han utnämndes 1854 til direktör för Gaustad sinnessjukasyl, efter att dess grundläggare Herman Wedel Major hade avsagt sig befattningen, och behöll denna tjänst till 1882. Sandberg utförde ett omfattande arbete för sinnessjukvården, sinnessjukstatistiken, rättspsykiatrin och undervisningen i psykiatri för medicine studerande. Han var ledamot av Svenska Läkaresällskapet och författade bland annat Gaustad 1855 til 1870 (1871) och många psykiatriska avhandlingar.